# George Rawlinson

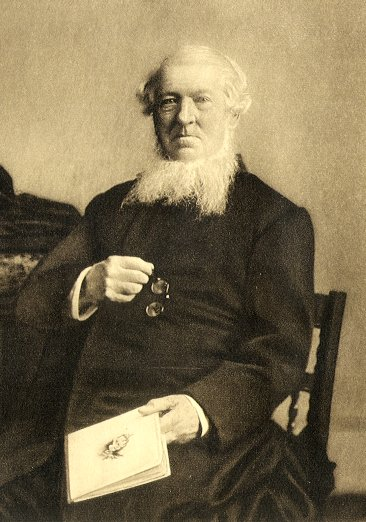
George Rawlison

Canon George Rawlinson (23 de noviembre de 1812 - 7 de octubre de 1902) fue un erudito e historiador inglés del siglo XIX. 

## Biografía
Nació en Chadlington, Oxfordshire, y fue el hermano menor de Sir Henry Rawlinson.
Habiendo tomado la licenciatura en la Universidad de Oxford (en el Trinity College) en 1838, fue elegido para una beca en el Exeter College de Oxford, en 1840, de los cuales para 1842 a 1846 fue becario y tutor. Fue ordenado en 1841, fue profesor de Bampton en 1859, y fue profesor de Camden Historia Antigua desde 1861 hasta 1889.
En 1872 fue nombrado canónigo de Canterbury, y después de 1888 fue rector de Todos los Santos, Lombard Street. En 1873, fue nombrado procurador en la Convocatoria para el capítulo de Canterbury. Se casó con Luisa, hija de Sir RA Chermside, en 1846.
Sus publicaciones más importantes son su traducción de la Historia de Heródoto (en colaboración con Sir Henry Rawlinson y Sir John Gardiner Wilkinson), 1858-60; The Five Great Monarchies of the Ancient Eastern World, 1862-67; The Sixth Great Oriental Monarchy (Partía ), 1873; The Seventh Great Oriental Monarchy (sasánida), 1875; Manual of Ancient History, 1869; Historical Illustrations of the Old Testament, 1871; The Origin of Nations, 1877; History of Ancient Egypt, 1881; Egypt and Babylon, 1885; History of Phoenicia, 1889; Parthia, 1893; Memoir of Major-General Sir HC Rawlinson, 1898. Él era un contribuidor al Comentario del Portavoz, el comentario del púlpito, Diccionario de Smith de la Biblia, y otras publicaciones similares, y él era el autor del artículo "Herodoto" en la 9 ª edición de la Enciclopedia Británica.